# Salacca rupicola
Salacca rupicola är en enhjärtbladig växtart som beskrevs av John Dransfield. Salacca rupicola ingår i släktet Salacca och familjen Arecaceae. Inga underarter finns listade i Catalogue of Life.